# Leptura quadrizona
Leptura quadrizona is een keversoort uit de familie van de boktorren (Cerambycidae). De wetenschappelijke naam van de soort werd voor het eerst geldig gepubliceerd in 1902 door Léon Marc Herminie Fairmaire.